# Bazylika św. Anny w Kodniu
Bazylika św. Anny w Kodniu – kościół parafialny parafii rzymskokatolickiej pw. Świętej Anny w Kodniu. Godność bazyliki mniejszej kościół posiada od 1973. Znajduje się na trasie Szlaku Renesansu Lubelskiego.

## Historia i wyposażenie
Kościół został wzniesiony w latach 1629–1635 w stylu późnego renesansu w miejscu wcześniejszego, drewnianego kościoła z 1599. Budowę prowadził murator lubelski J. Cangerle. W 1657 roku kościół złupili Szwedzi ściągając ołowiany dach i kradnąc dzwony. W roku 1680 miał miejsce pożar kościoła i miasta, ale już w 1686 w związku z zakończeniem odbudowy i jej przebudowy (wieża zachodnia), świątynię ponownie konsekrowano. Barokowa fasada pochodzi z 1709 roku.
W 1709 roku papież Klemens XI wydaje bullę, ustanawiającą kościół św. Anny kolegiatą. Po koronacji obrazu Matki Bożej koronami papieskimi w roku 1723 stał się sanktuarium Matki Bożej Kodeńskiej.

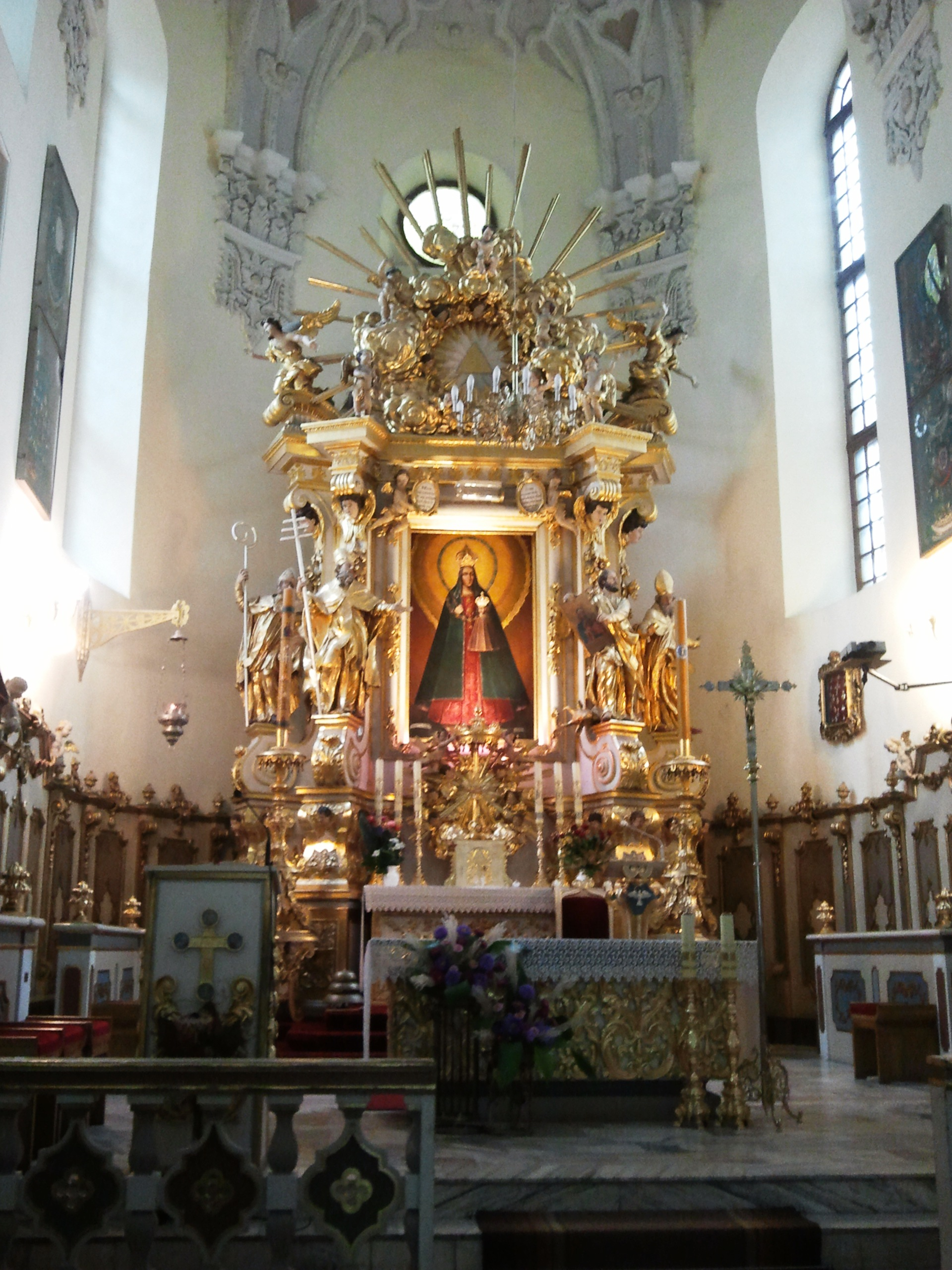
Ołtarz główny z obrazem Matki Bożej Kodeńskiej

Od 6 kwietnia 1875 kościół zamieniono na cerkiew prawosławną, którą pozostawał do roku 1917 (w tym samym roku zdjęto z wież prawosławne kopuły). Po odrodzeniu Polski była to ponownie świątynia rzymskokatolicka. W roku 1927 biskup Przeździecki, biskup diecezjalny siedlecki przekazał opiekę nad kościołem Misjonarzom Oblatom Maryi Niepokalanej. W 1941 w czasie działań wojennych związanych z przekraczaniem Bugu przez Niemców w bazylice miał miejsce pożar.
Wewnątrz świątyni znajduje się owalna kopuła z dekoracją stiukową. Większość wyposażenia jest nowa (dawne uległo po 1875 rozproszeniu). W ołtarzu głównym (1875–1928 znajdował się w Opiniogórze) widnieje otoczony kultem obraz Matki Boskiej Kodeńskiej, zwanej Królową i Matką Podlasia. Obraz ten, wraz z kilkudziesięcioma portretami członków rodziny Sapiehów, znajdował się pierwotnie w kaplicy południowej, pełniącej wówczas rolę rodowego panteonu. Ołtarze boczne zostały wykonane w latach 1932–1947 przez Mariana Kiersnowskiego i jego syna Stefana. Wewnątrz kościoła, na ołtarzu św. Szczepana znajdują się relikwie – czaszka uważana za głowę św. Feliksa, papieża.
Kościół otoczony jest ogrodzeniem z bramką, za ogrodzeniem stoi dzwonnica z XVIII wieku.